# Imperial Oil
Imperial Oil Limited ist das zweitgrößte kanadische Mineralölunternehmen mit Firmensitz in Calgary, Kanada. Gegründet wurde das Unternehmen 1880. Das Unternehmen fördert, bearbeitet und verkauft Erdgas und Erdöl. Das Unternehmen wird mehrheitlich vom US-amerikanischen Konzern ExxonMobil mit 69,6 % Anteil kontrolliert. 25 % befinden sich in Besitz von Syncrude, dem weltgrößten Ölförderer aus Ölsandbeständen. Imperial Oil betreibt ein Netz von Tankstellen unter den Marken Esso sowie Mobil sowie kleinere Tankstellen mit Einkaufsgelegenheiten unter den Marken On the Run / Marché Express oder Tiger Express. Der Firmensitz wechselte 2005 von Toronto nach Calgary. Das Unternehmen ist im Aktienindex S&P/TSX 60 gelistet.

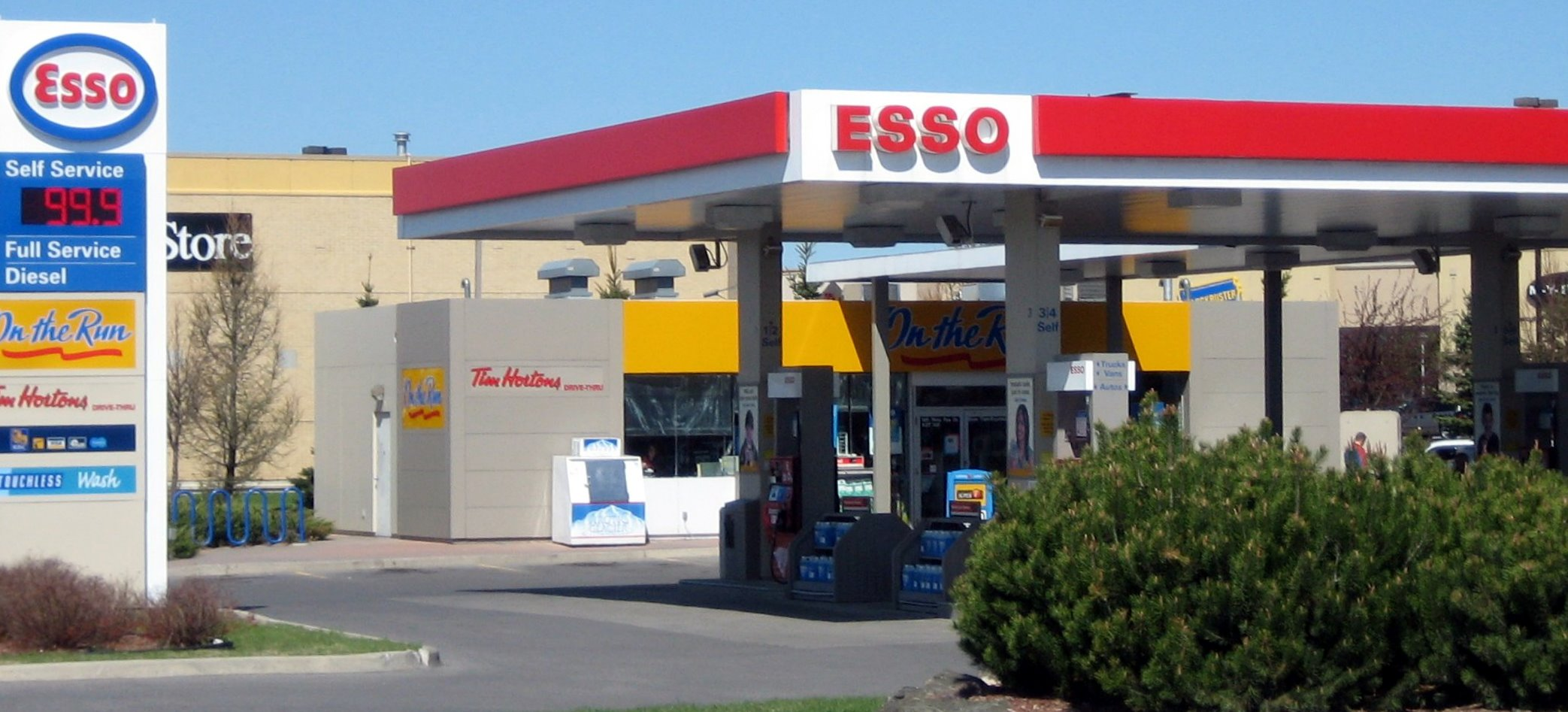
Esso Station in Kanata, Ontario

## Geschichte
Das Unternehmen wurde im Jahre 1880 durch den Zusammenschluss von sechzehn Ölraffineriebetrieben im Südwesten von Ontario gegründet. 1883 wurde nach einem Blitzeinschlag das operative Geschäft nach Petrolia, Ontario, verlegt. 1893 ist Imperial Oil mit 23 Niederlassungen von Halifax bis Victoria ist Imperial in ganz Kanada präsent.
1898 wurde Expansionskapital gesucht. Daher wurde die Mehrheitsbeteiligung an den Standard-Oil-Konzern in den USA  verkauft. ExxonMobil, eine Nachfolgefirma von Standard Oil, besitzt immer noch 69,6 Prozent der Aktien von Imperial Oil. Ein Jahr vorher hatte Imperial Oil die Bushnell-Raffinerie in Sarnia erworben und mit dem Wiederaufbau begonnen. 1907 eröffnet Imperial Oil Kanadas erste Tankstelle in Vancouver, British Columbia, wo Benzin mit einem Gartenschlauch gezapft wurde.
Der Rennfahrer Bob Burman stellte 1913 mit seinem Rennwagen einen neuen kanadischen Rekord in Vancouver, British Columbia, mit Polarine und Premier-Benzin auf (1 Meile in 50,8 Sekunden).
1914 gründete das Unternehmen eine Tochtergesellschaft, die International Petroleum Company, um in Südamerika nach Öl zu suchen. Im gleichen Jahr baute Imperial eine Raffinerie am Burrard Inlet, östlich von Vancouver, zwei Jahre später 2 Raffinerien in Regina und Montreal.
1920 Imperial entdeckte Öl in Fort Norman (heute Norman Wells), am Mackenzie River, begann 1923 mit der Produktion in der Raffinerie in Calgary. 1942 betrieb Imperial bei Canol ein Projekt zur Bereitstellung von Treibstoff für die US-Kriegsanstrengungen im Nordpazifik auf Betreiben der  kanadischen und der US-amerikanischen Regierung. 1947 entdeckte Imperial Öl in Leduc und markierte damit den Beginn der großen Ölförderung im Westen Kanadas. 1955 errichtete Imperial in Sarnia eine  Chemiefabrik.
Imperial startete 1964 Versuche zur Gewinnung von Bitumen aus Ölsanden in Cold Lake, Alberta. Im Jahre 1975 wurde die Raffinerie Strathcona als Ersatz für ältere Raffinerien in Edmonton, Regina, Winnipeg und Calgary errichtet. 1989 wurde Texaco Canada Inc. Erworben. Es war die zweitgrößte Unternehmensakquisition in der Geschichte des Landes. 2004 verlegte Imperial seinen Hauptsitz von Toronto nach Calgary. 2009 gab Imperial seine Entscheidung bekannt, die erste Phase des Kearl-Ölsandprojekts zu finanzieren, einem neuen Bergbauprojekt nordöstlich von Fort McMurray, Alberta. 2012 gab Imperial die Genehmigung einer Erweiterung des Cold Lake-Betriebs des Unternehmens im Nordosten von Alberta mit dem Namen Nabiye bekannt, ein Jahr später den Beginn der ersten Entwicklung des Ölsandprojekts Kearl. 2014 wurde ein neues Logo eingeführt. Das Unternehmen zog 2017 in einen neuen Bürokomplex im Campus-Stil im Südosten von Calgary um. Außerdem wurde ein neues, hochmodernes Ölsand-Forschungszentrum im Südosten von Calgary eröffnet.

## Raffinerien
- Imperial Oil – Dartmouth Refinery, Nova Scotia
- Imperial Oil – Nanticoke Refinery, Ontario
- Imperial Oil – Imperial Oil - Dartmouth Refinery, Alberta